# Weiersbrug
De Weiersbrug is een brug in de stad Assen over Het Kanaal (een oud gedeelte van het Noord-Willemskanaal). Op de brug gaat de Nobellaan over in de Weiersstraat. 
De brug is geopend op 20 mei 2016 na een testperiode. De brug is aangelegd ter vervanging van een dam en duiker.  
De Weiersbrug is onderdeel van het project Blauwe As (onderdeel van Florijnas) en heeft als doel het weer bevaarbaar maken van Het Kanaal tussen het Havenkanaal en de Vaart. Naast deze brug bestaat het project uit vijf bruggen (twee fietsbruggen (Venebrug en Oude-molenbrug) en drie autobruggen (te weten Weijersstraat, Groningerbrug en Blauwe Klap) en twee sluizen.
De brug is nagenoeg gelijk aan de verderop gelegen Groningerbrug. Bij de Weiersbrug 'hangen' de hameistijlen voorover, richting het water, terwijl ze bij de Groningerbrug achterover 'hangen', richting de oever.